# Грицынин, Константин Данилович
Константин Данилович Грицынин, в Указе о награждении — Грицинин (1905 — 1943) — ефрейтор Рабоче-крестьянской Красной Армии, участник Великой Отечественной войны, Герой Советского Союза (1944).

## Биография
Константин Грицынин родился 13 октября 1905 года в селе Ванновка (ныне — село имени Турара Рыскулова Тюлькубасского района Южно-Казахстанской области Казахстана) в крестьянской семье. По национальности украинец. Окончил начальную школу, работал в колхозе. В августе 1942 года Кагановичским РВК Грицынин был призван на службу в Рабоче-крестьянскую Красную Армию. С сентября 1943 года — на фронтах Великой Отечественной войны, в звании гвардии ефрейтора был телефонистом взвода связи 60-го гвардейского кавалерийского полка 16-й гвардейской кавалерийской дивизии 7-го гвардейского кавалерийского корпуса 61-й армии Центрального фронта. Отличился во время битвы за Днепр.
28 сентября 1943 года в ходе форсирования Днепра в районе деревни Нивки Брагинского района Гомельской области Белорусской ССР Грицынин одним из первых переправился на западный берег и обеспечил подводную телефонную связь первому переправившемуся эскадрону. Наступая вместе с эскадроном, он в течение трёх суток держал бесперебойную связь с полковым штабом на протяжении десяти километров. 30 сентября 1943 года в районе хутора Галки прямо на Грицынина выехала самоходная артиллерийская установка «Фердинанд», которую тот уничтожил гранатой. В том же бою он был тяжело ранен, но поля боя не покинул, продолжая держать бесперебойную связь, пока его не сменили и не отправили в госпиталь. От полученных ранений Грицынин скончался 12 октября 1943 года. Похоронен в братской могиле в посёлке Репки Черниговской области Украины.
Указом Президиума Верховного Совета СССР «О присвоении звания Героя Советского Союза генералам, офицерскому, сержантскому и рядовому составу Красной Армии» от 15 января 1944 года за «образцовое выполнение боевых заданий командования на фронте борьбы с немецкими захватчиками и проявленными при этом отвагу и геройство» гвардии ефрейтор Константин Грицынин посмертно был удостоен высокого звания Героя Советского Союза. Также был награждён орденами Ленина и Красной Звезды
В честь Грицынина названы улицы в его родном селе и посёлке Репки.